# Carrasca del Pati Fosc
La Carrasca del Pati Fosc és una alzina de més de 250 anys al barri del Pati Fosc de la Vila Joiosa, que és la carrasca més gran i vella de tot el terme municipal, amb 22 metres d'alçada. Des de 2014 apareixen signes d'estrès causat s pels canvis en l'entorn proper, que havia estat agrari i s'ha convertit en urbà, i en 2019 ja no va donar fruits.